# Systra
 (novembre 2024).
Systra est un groupe international d’ingénierie et de conseil dans le domaine de la mobilité, présent notamment sur les transports urbains et les transports ferroviaires. Employant environ 8 900 personnes en 2022, l'entreprise est une société anonyme détenue par la RATP, la SNCF et des banques françaises.

## Histoire

### Aux origines: l’ingénierie française
En 1957, la SNCF crée SOFRERAIL (Société française d’études et de réalisations ferroviaires), qui marque le début de l’histoire de SYSTRA. Quatre ans plus tard, en 1961, la RATP lance également sa filiale d’ingénierie : SOFRETU (Société française d’études et de réalisations de transports urbains). Le groupe SYSTRA naît officiellement en 1995 de la fusion de ces deux entités, sous le nom de SYSTRA-Sofretu-Sofrerail. L’entreprise prend le nom de SYSTRA en 1997, ce nom vient de la contraction de "Système de transport"[source insuffisante].
En juin 2011, SYSTRA intègre Inexia, filiale d’ingénierie de la SNCF, et Xelis, filiale d’ingénierie de la RATP lancée en 2006. Le 1er juillet 2012, la fusion des trois sociétés SYSTRA, Inexia et Xelis est entérinée.

### Acquisitions et développement international
Créée pour l'international SYSTRA y développe rapidement un réseau de branches et de filiales dans plus de 50 pays. En 1995, l'acquisition du groupe MVA lui donne une base en consulting à Hong Kong et au Moyen-Orient, en 1990 est créée la filiale CANARAIL à Montréal (devenu depuis SYSTRA CANADA) et en 1994 la filiale SYSTRA USA à New York. En 2006 après 50 ans de présence en Inde, SYSTRA ouvre sa filiale SYSTRA INDIA à Delhi qu'elle développe en 2014, avec l’acquisition du bureau d’ingénierie indien SAI. En 2015, SYSTRA acquiert JMP Consultant, société britannique spécialisée dans le conseil et l’ingénierie en planification des transports. La même année, SYSTRA renforce son implantation au Brésil avec l'acquisition de Tectran.
2016 voit l'arrivée de 4 nouvelles filiales par acquisition : Dalco Elteknik (société suédoise d'ingénierie des systèmes ferroviaires), Scott Lister (entreprise australienne spécialisée en ingénierie des systèmes et gestion des risques), de SIAS Transport Planners (société britannique spécialisée dans le conseil en planification des transports) et VETEC (société brésilienne d'ingénierie et de conseil dans le domaine des transports ferroviaires et routiers).
En 2017, le Groupe renforce son pôle de compétences "ponts et ouvrages d'art" avec l’acquisition d’International Bridge Technologies en Californie. Ses filiales brésiliennes, Tectran et VETEC, fusionnent à la fin de cette même année.
En 2018, la filiale historique du Groupe SYSTRA au Canada, Canarail, est rebaptisée SYSTRA Canada.
En octobre 2021, SYSTRA acquiert SWS Engineering, une société d’ingénierie italienne spécialisée dans la conception de tunnels et de structures souterraines. [réf. nécessaire]
En mars 2023, la filiale de SYSTRA en Australie et Nouvelle-Zélande acquiert Bamser, une société d’ingénierie australienne basée à Brisbane et spécialisée dans le domaine de l’ingénierie souterraine.
En avril 2023, la société espagnole Subterra, spécialisée en ingénierie des tunnels, rejoint le groupe SYSTRA.
En août 2023, SYSTRA acquiert les activités d’ingénierie suédoises, danoises et norvégiennes d’Atkins, Groupe SNC-Lavalin, spécialisées dans la conception d'infrastructures et le conseil en gestion de projets, ainsi dans les services de vérification ferroviaire au Danemark.
En octobre 2024, SYSTRA fait l'acquisition de l'entreprise Modaal, société reconnue pour son expertise en projets urbains et immobiliers. La RATP et la SNCF cèdent 46,76 % du capital du groupe à la Financière Auber.
SYSTRA est condamnée le même mois pour sa responsabilité partagée avec la SNCF  et SNCF Réseau dans l'accident ferroviaire d'Eckwersheim.

### Innovations
Depuis 2012, SYSTRA est partenaire du programme national de recherche Ville10D, dont le but est de promouvoir l’utilisation et la valorisation urbaine du sous-sol dans le contexte d’une métropole durable. Avec une trentaine de partenaires (ingénieurs, maîtres d’ouvrage, organismes de recherche, entreprises et associations), ce programme a pour ambition d’améliorer la connaissance sur la ressource sous-sol et de montrer qu’il existe une alternative crédible au seul aménagement de la surface. Cette initiative de l’Association Française des Tunnels et de l’Espace Souterrain (AFTES) est soutenue par le ministère de la Transition écologique et solidaire.
Ses équipes travaillent ainsi au développement du train autonome aux côtés de la SNCF pour concevoir un système de perception de l’environnement qui automatise les fonctions d’observation des conducteurs de trains. Le Groupe travaille également depuis 2015 avec plusieurs partenaires dans le cadre des projets européens de recherche et d’innovation IN2RAIL, SHIFT2RAIL et CAPACITY4RAIL pour optimiser la conception des éléments clés de l’infrastructure (voies, appareils de voies), développer la maintenance prédictive et imaginer de futurs systèmes de gestion ferroviaire.
Évaluer la valeur ajoutée des nouveaux systèmes de transport, valider leur faisabilité technique et démontrer leur sûreté font également partie des missions de SYSTRA. Depuis 2016, l’entreprise est membre du comité consultatif technique de la société Virgin Hyperloop One qui développe la technologie de transport à grande vitesse « Hyperloop ». En janvier 2017, l’entreprise californienne confie à SYSTRA la mission d’évaluer la sécurité des infrastructures de l’Hyperloop et d’obtenir les homologations nécessaires. Deux premiers tests sont effectués cette année-là et se révèlent un succès. Le Groupe remporte également le prix BIM « Build Earth Live Hyperloop » à Dubaï lors de l’« Hyperloop Station Design Competition » avec son projet Möbius. Le défi : concevoir en deux jours via une plateforme collaborative BIM un prototype de ligne Hyperloop de 127 km permettant de réduire les temps de trajets de 2 h 30 à moins de 10 min entre Dubaï et l’émirat de Fujaïrah.
À Singapour, le Groupe, soutient activement le projet ASV (Automated driving Simulation & Validation) en partenariat avec l'Institut de Recherche Technologique SystemX, l'Université NTU (Nanyang Technological University), Renault, SNCF, et AVSimulation. Le projet, qui constitue l’un des axes stratégiques du CETRAN (Center of Excellence for Testing and Research of Autonomous Vehicles) est centré sur le développement d’une plateforme de simulation numérique pour tester et valider la sûreté de fonctionnement des véhicules autonomes en milieu urbain et péri-urbain. Pendant 48 mois, des véhicules autonomes sont mis à l'épreuve sur une piste d’essai de 2 Ha reproduisant les principales configurations de rues rencontrées sur le territoire de Singapour.
Ainsi, il crée en 2012 les workshops « La Fabrique », basés sur une méthode d’innovation accélérée de « makerstorming » inventée par l’agence Nod-A. Les ateliers réunissent salariés et intervenants extérieurs dans une démarche pluridisciplinaire pour réfléchir à des problématiques concrètes et y apporter rapidement une réponse. En 2016, La Fabrique reçoit le Label 2017 de l’Observeur du Design.

## Métiers et organisation
Le savoir-faire de SYSTRA couvre l’ensemble du cycle de vie des infrastructures de transport, depuis les études en amont jusqu’à la maintenance en passant par les mises en service et l’exploitation. L’entreprise est ainsi tantôt partenaire auprès des groupements industriels ou des firmes d’équipement, tantôt consultant dans le domaine des transports publics, tantôt fournisseur de prestations d’exploitation des réseaux auprès de groupements gestionnaires. À ce titre, SYSTRA intervient aussi bien pour des clients privés en tant que sous-traitant que pour des clients publics.
En plus d’une approche métiers par services et expertises, le Groupe répartit ses activités par secteurs marchés. Il est présent sur toutes les solutions de transport et de mobilité[source insuffisante] :
- Bus et BHNS
- Tramways
- Métros
- Ferroviaire
- Grande vitesse
- Téléphériques urbains
- Gares et stations
- Ponts
- Structures souterraines
- Routes et autoroutes
- Aviation
- Nouvelles mobilités

## Projets significatifs

### Tramways
En France, SYSTRA a été impliqué dans plus de 60 % des lignes de tramway en service. Le tramway de Bordeaux, dont l’entreprise est partenaire du groupement d’ingénierie TYSIA depuis le début, en 1997, est le premier au monde sans caténaire. Les tramways de Brest et de Casablanca, sur lesquels SYSTRA était maître d’œuvre, ont été désignés deuxièmes meilleurs projets de tramway dans le monde par le British Light Rail Transit Association en 2012. SYSTRA a également assuré la maîtrise d'œuvre du tramway de Dubaï, inauguré en 2014. Le Groupe y est présent depuis 2003, alors qu’il lançait les études préliminaires à la réalisation du métro. En 2018, SYSTRA Canada a été désigné pour concevoir le tramway de la ville de Québec.

### Métros
SYSTRA a été impliqué dans un projet de métro sur deux à travers le monde que ce soit en tant que concepteur ou ingénieur, lors des études ou de l’assistance à maîtrise d’ouvrage. L’entreprise a ainsi notamment contribué aux projets suivants :
- Métro de Santiago du Chili[43]
- Métro de Dubaï : Outre les études préliminaires dès le début du projet en 2003, SYSTRA s’est occupé de la conception de tout le système[44].
- Métro de Mexico : SYSTRA a été mandaté comme assistant technique pour la construction de la ligne B[45], qui vient compléter le réseau existant à Mexico.
- Métro de La Mecque : SYSTRA a conçu cette ligne destinée à faciliter le transport des pèlerins[46].
- Métro du Caire : depuis 1970, SYSTRA a signé 20 contrats avec l’Autorité Nationale des Tunnels[47], comprenant les études préliminaires, la conception, la supervision des travaux, la mise en service et la maintenance pour 3 lignes du métro du Caire[48].
- Métro d’Alger : SYSTRA est le maître d’œuvre des travaux de réalisation et de mise en service du Système Intégral (SI)[49].
- Le Grand Paris Express : SYSTRA est mobilisé depuis 2011 dans les études préliminaires de ce nouveau métro, puis dans plusieurs missions structurantes :
  - L’assistance à maîtrise d’ouvrage systèmes et les maîtrises d’œuvre matériel roulant et automatismes de conduite pour les lignes 15, 16 et 17[50] ;
  - La maîtrise d’œuvre du site de maintenance de Vitry-sur-Seine[51].
  - La maîtrise d’œuvre infrastructures pour le premier tronçon de la ligne 15 Sud, entre Noisy-Champs et Villejuif Louis Aragon[52] et la maîtrise d’œuvre infrastructures sur la ligne 15 Ouest avec SETEC (mandataire).
- Métro de New York : SYSTRA a rempli des missions de management de projet pour l’East Side Access, un tunnel sous l’East River : budget, planning, design, suivi de la construction[53].
- Métro de Lyon : SYSTRA est impliqué dans le métro lyonnais depuis plusieurs dizaines d'années ; plus récemment elle a pris en charge la modernisation et l'automatisation des lignes B et D[54].
- Métro de Toulouse : SYSTRA a réalisé les études préliminaires pour les lignes A et B et s'occupe de la maîtrise d'œuvre du tronçon central de la ligne C[55].
- Métro de Bruxelles : SYSTRA est responsable de l'automatisation des deux lignes principales du métro[56].
- Métro de Copenhague : SYSTRA est maître d'œuvre dans le projet de ligne Cityringen[57].
- Crossrail : SYSTRA est un des partenaires chargés de la section souterraine du projet Crossrail, sous le centre de Londres[58].
- Métro de Nagpur : SYSTRA a travaillé comme consultant et ingénieur sur les deux premières lignes de métro de la ville[59].
- Métro de Mumbai : SYSTRA a été mandaté comme consultant pour les lignes 1 et 4 du métro de Mumbai[60].

### Ferroviaire
- Programme d’électrification au Danemark : Ce programme couvre 10 000 km de réseau et a été mis en service en 2017[44]. SYSTRA remplit des missions de conseil auprès de Banedanmark, responsable du réseau.
- Ligne de fret et passagers Nord-Sud (Arabie Saoudite) : SYSTRA remplit des missions de consultant pour les études, la maîtrise d’œuvre et la supervision des travaux[61]. Cette ligne de plus de 1 400 km a été mise en service en 2017 (fret) et en 2018 (passagers).
- Ligne Brest-Quimper : Le maître d’ouvrage a confié les travaux de modernisation de la ligne à SYSTRA. La ligne qui a rouvert fin 2017, a connu une augmentation de l’offre[62] de 50%.
- Ligne Belfort-Delle : SYSTRA a travaillé, dès 2011, à la maîtrise d’œuvre des phases études et réalisation des travaux[63]. Fermée depuis 1992[64], la ligne a été rouverte fin 2018 et constitue un trait d’union franco-suisse majeur[65].
- Ligne de fret Trans-Gabon : SYSTRA a réalisé les études préliminaires et la conception de cette ligne de 650 km[66].
- TER de Dakar : il s’agit d’un projet exceptionnel par sa taille, sa vitesse d’exécution et les enjeux techniques et socio-économiques auxquels il répond[67] SYSTRA a été assistant à maître d’ouvrage depuis 2015 dans ce projet. L'inauguration a eu lieu début 2019[68].

En Californie, SYSTRA a été choisie pour rénover 121 voitures à deux étages utilisés par Metrolink, l'opérateur ferroviaire local.

### Grande vitesse
- LGV Sud Europe Atlantique : SYSTRA assure l'ingénierie au sein du groupement COSEA[70]. Le Groupe est également partenaire à 30% du groupement de maintenance MESEA avec VINCI jusqu’en 2054[71].
- LGV Est européenne 2e  phase : SYSTRA réalise des missions de consultant pour les études, la maîtrise d’œuvre et la supervision des travaux[70]. Lors des essais dynamiques pour l'homologation de la ligne, le 14 novembre 2015, la rame d'essai déraille. L'accident fait onze morts et plusieurs blessés[Combien ?]. L’entreprise, ainsi que la SNCF et trois personnes physiques, sont mises en examen le 19 décembre 2017[72]. En 2024 Systra, SNCF et SNCF Réseau  sont condamnés respectivement à 225 000, 400  000  et 150 000 euros. Le conducteur est condamné à sept mois de prison avec sursis, l'autre cadre à quinze mois de prison avec sursis[73],[74].
- High Speed 1 (UK), tunnel sous la Manche : SYSTRA a rempli des missions de consultant pour les études, la maîtrise d’œuvre, la supervision des travaux et la mise en service.
- Seoul- Busan High Speed Rail (Corée) : SYSTRA remplit des missions de consultant pour les études, la maîtrise d’œuvre, la supervision des travaux et la mise en service[70].
- Au Maroc[75], elle participe au projet du premier TGV d’Afrique, avec la SNCF et plusieurs autres entreprises françaises. La mise en service a eu lieu en novembre 2018. En juillet 2024, avec ses partenaires EGIS (France) et NOVEC (Maroc), elle se voit attribuer le marché des études de la ligne Kénitra-Marrakech (d’un montant de 130 millions d’euros)[76].
- Contournement Nîmes-Montpellier : c’est la première LGV destinée au fret et aux passagers. SYSTRA a été mandaté pour la conception et la construction, le management du projet et les essais. La mise en service a été effectuée fin 2017[77].
- En France, SYSTRA épaule depuis 2018 la SNCF dans la mise en œuvre du projet de ligne nouvelle Provence-Côte d’Azur (LNPCA)[78].

### Téléphériques urbains
SYSTRA est pionnier dans la définition, la conception et l’intégration de projets de transport par câble en milieu urbain. L’entreprise a notamment été choisie pour la conception, la réalisation et la maintenance du téléphérique d’Orléans, et a remporté en 2018 le projet de téléphérique à Marseille. SYSTRA a conçu le téléphérique urbain de Toulouse, c’est le deuxième projet de téléphérique urbain en France après celui de Brest (inauguré en 2016) et le deuxième plus long.

### Ponts
En 2014, Systra est mandaté pour effectuer les études du Pont de Chacao, qui doit relier l’île chilienne de Chiloé au continent. Il s’agit du plus grand projet de pont suspendu d’Amérique du Sud. C’est un défi technologique important car il se situe à proximité d’une faille sismique. La construction du projet a été approuvée en février 2019.
Le 1er mai 2019, Systra a inauguré le pont Cheikh Jaber al-Ahmad al-Sabah au Koweït. L’ouvrage est inédit : c’est l’une des plus longues liaisons routières maritimes du monde et le chantier a mobilisé des solutions techniques pionnières. Le Groupe s’est par exemple distingué par le recours au préfabriqué, une méthode qui limite considérablement l’empreinte environnementale et les risques des travaux.
En 2017, SYSTRA acquiert International Bridge Technologies, une société reconnue dans le domaine de l’ingénierie des ponts. Le Groupe annonce à cette occasion lancer un réseau d’expertise mondiale en la matière.
En 2018, SYSTRA est choisie par la ville de Kingston, au Canada, pour concevoir et construire un pont de 1,2 km de long au-dessus de la rivière Cataraqui. La construction devrait commencer en 2019.

### Tunnels et souterrains
SYSTRA est impliqué dans plusieurs projets de tunnels, notamment d'une section du tunnel Euralpin Lyon-Turin (TELT), qui est l'un des plus grands projets ferroviaires en Europe.

## Affaires judiciaires

### Corruption
En 2021 Systra verse 7,5 millions d’euros d’amende dans le cadre d'une transaction judiciaire (Cjip) pour écarter tout procès pour des accusations de corruption en Azerbaïdjan et en Ouzbékistan relatives à un marché passé en 2015, une mesure approuvée par le tribunal judiciaire de Paris.

## Résultats et contexte économique
En 2017, la revue spécialisée Engineering News-Record classe SYSTRA 5e des entreprises internationales d’ingénierie spécialisées dans le « Mass Transit and Rail », 8e pour les ponts et 9e de la catégorie des transports.
SYSTRA est présent sur tous les continents, dans 80 pays. L’entreprise organise son activité en sept régions en s’appuyant notamment sur ses implantations et filiales locales. En 2017, 60% des projets de lignes de métro automatique dans le monde impliquent SYSTRA de près ou de loin. Près de deux tiers de son chiffre d’affaires est réalisé à l’international.

## Galerie

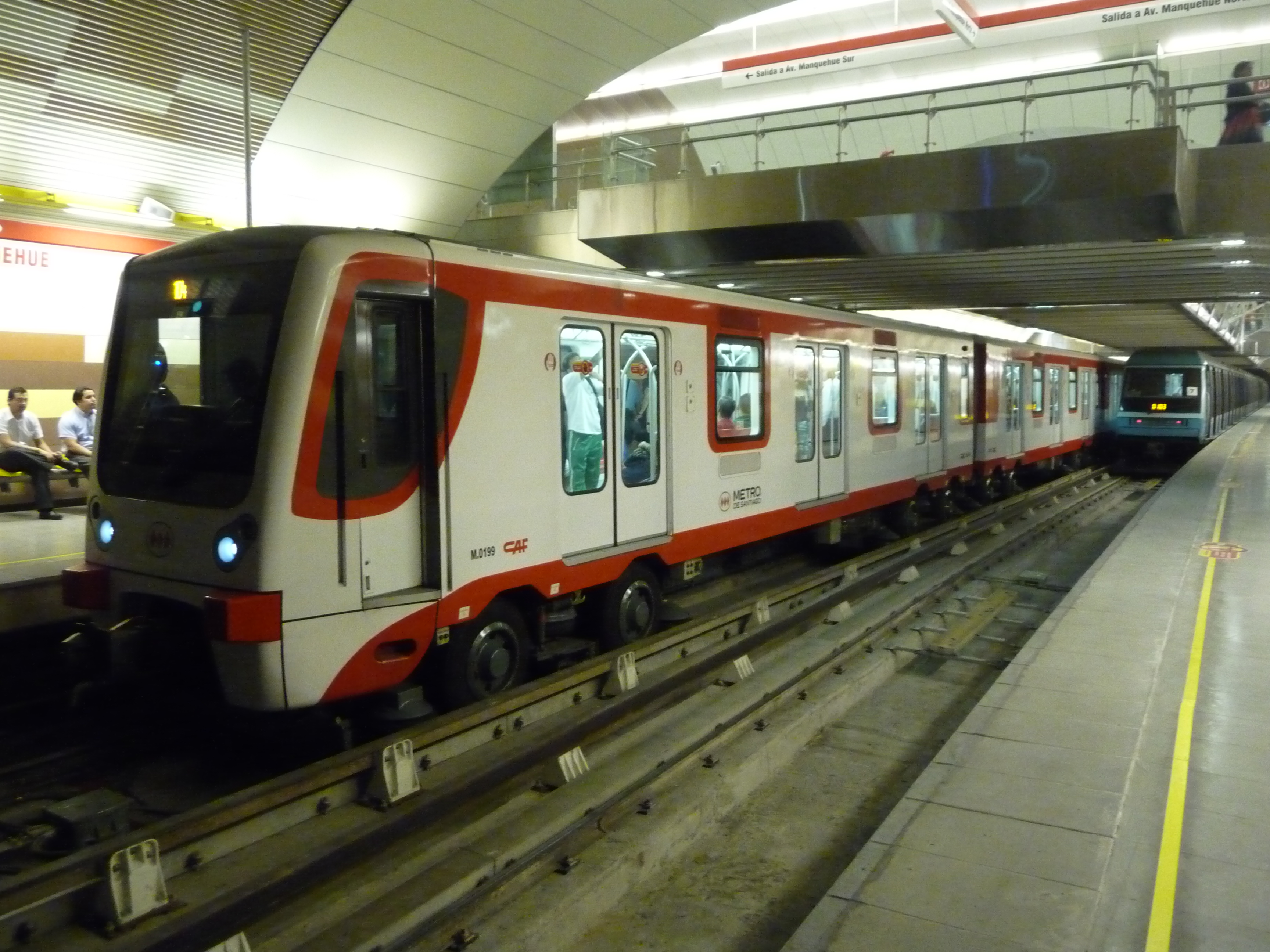
Métro de Santiago
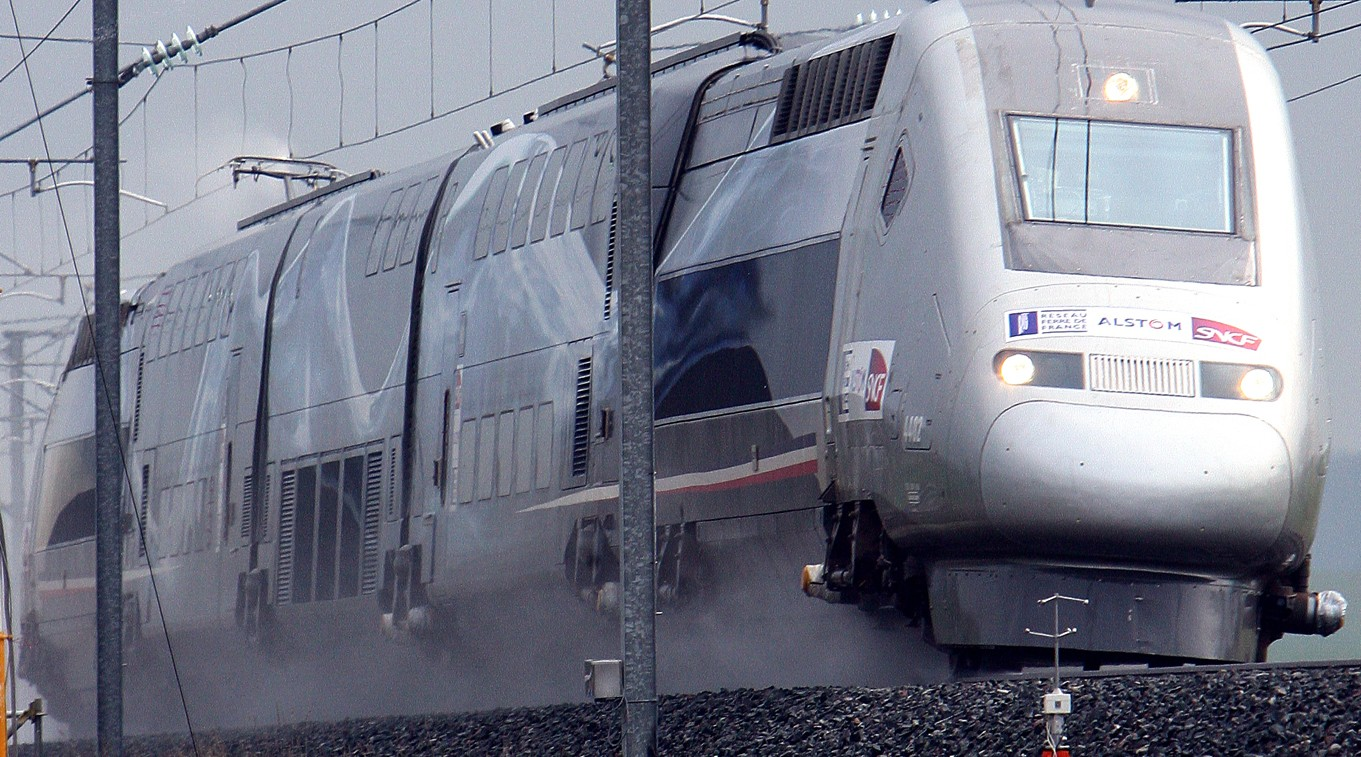
Record du monde de vitesse sur rail à 574,8 km/h
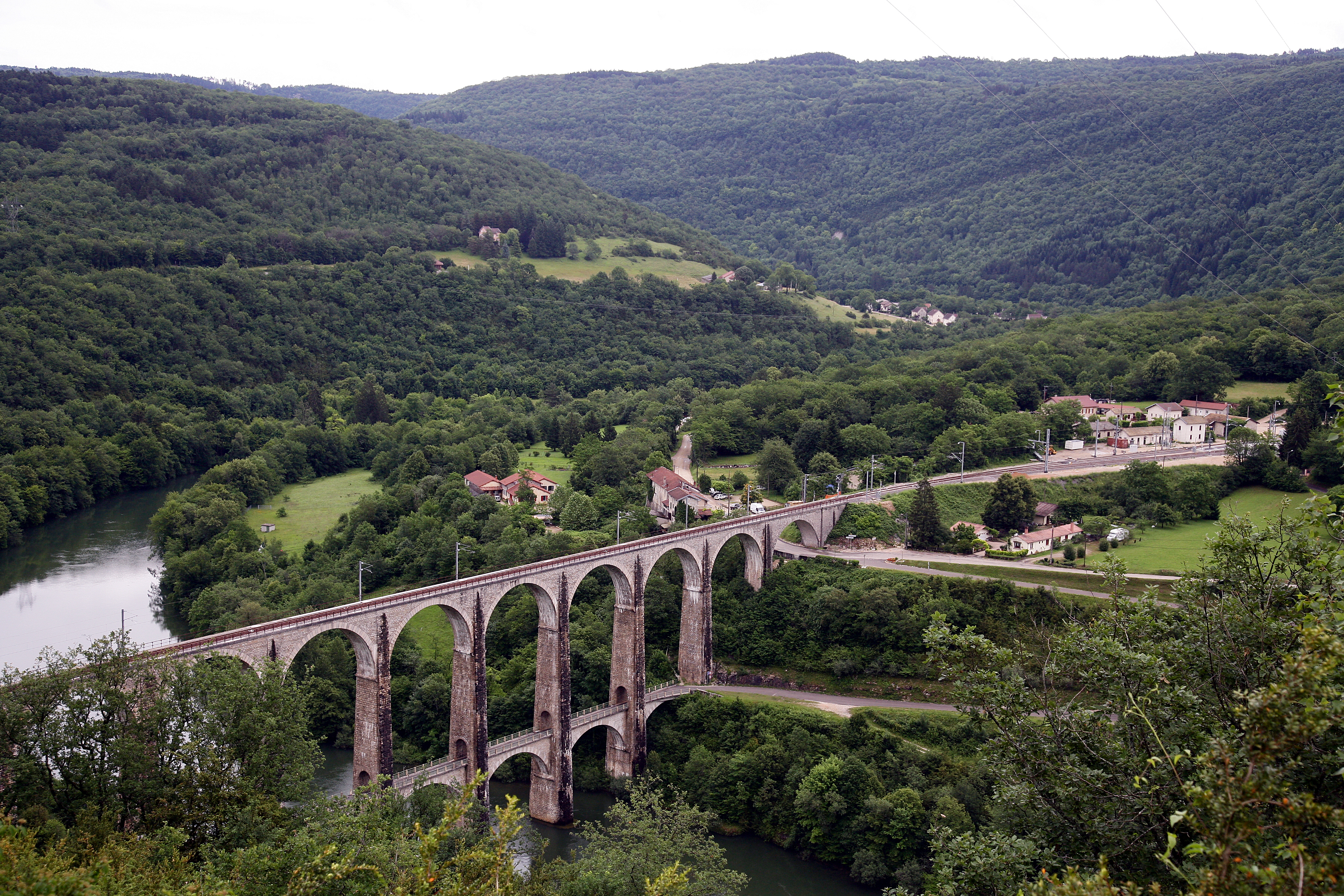
Modernisation de la ligne du Haut-Bugey, France
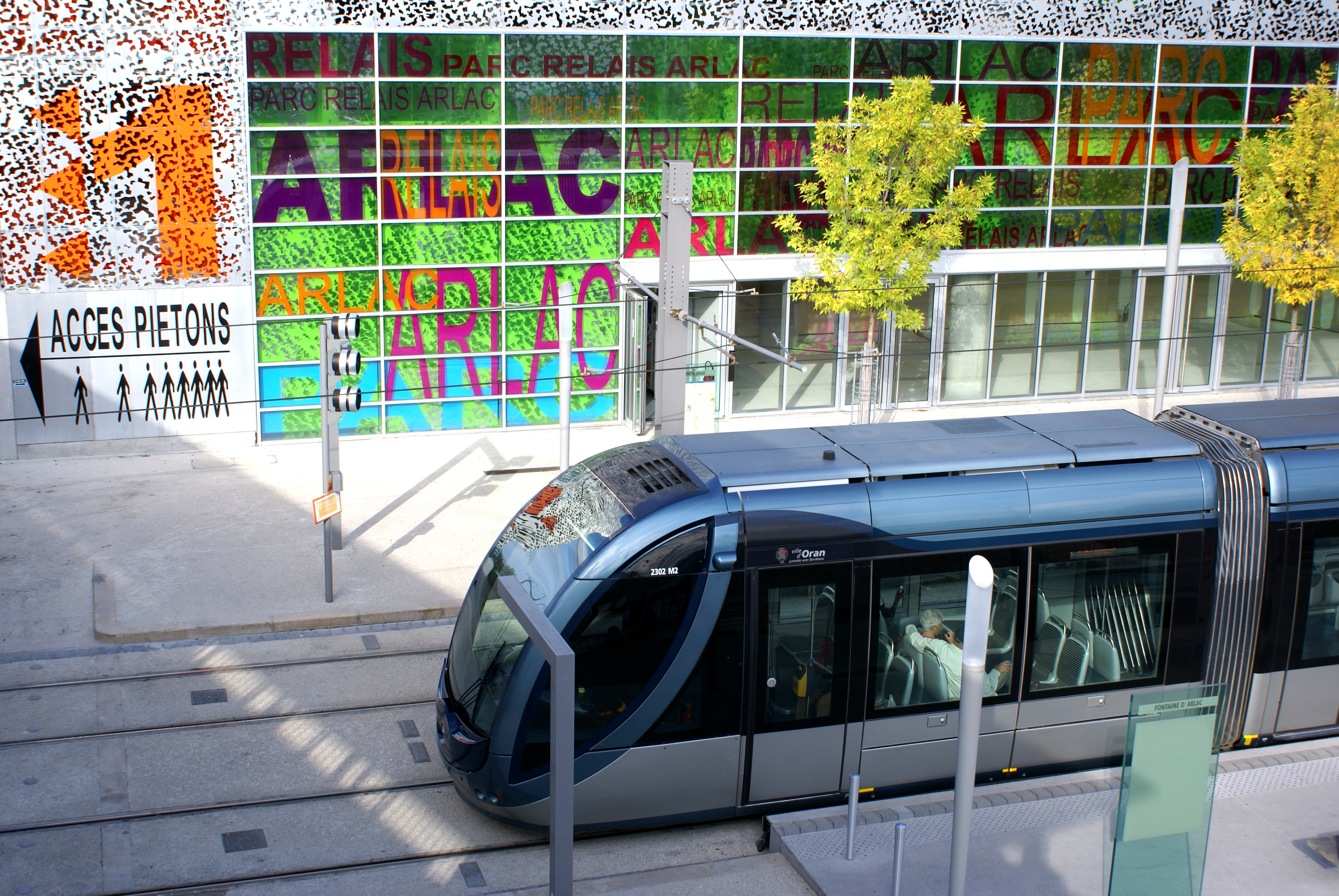
Tramway de Bordeaux
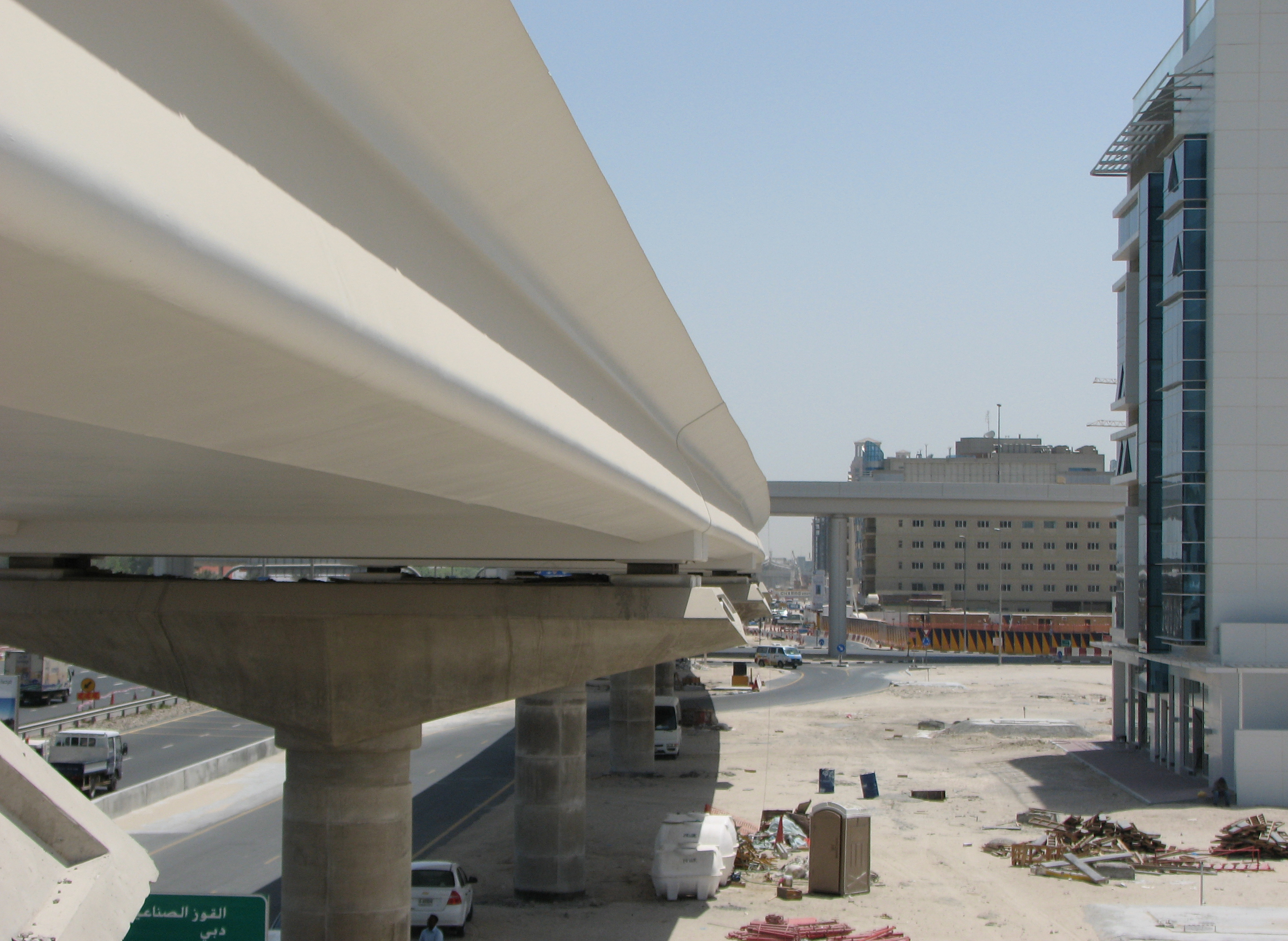
Viaduc en U à Dubaï
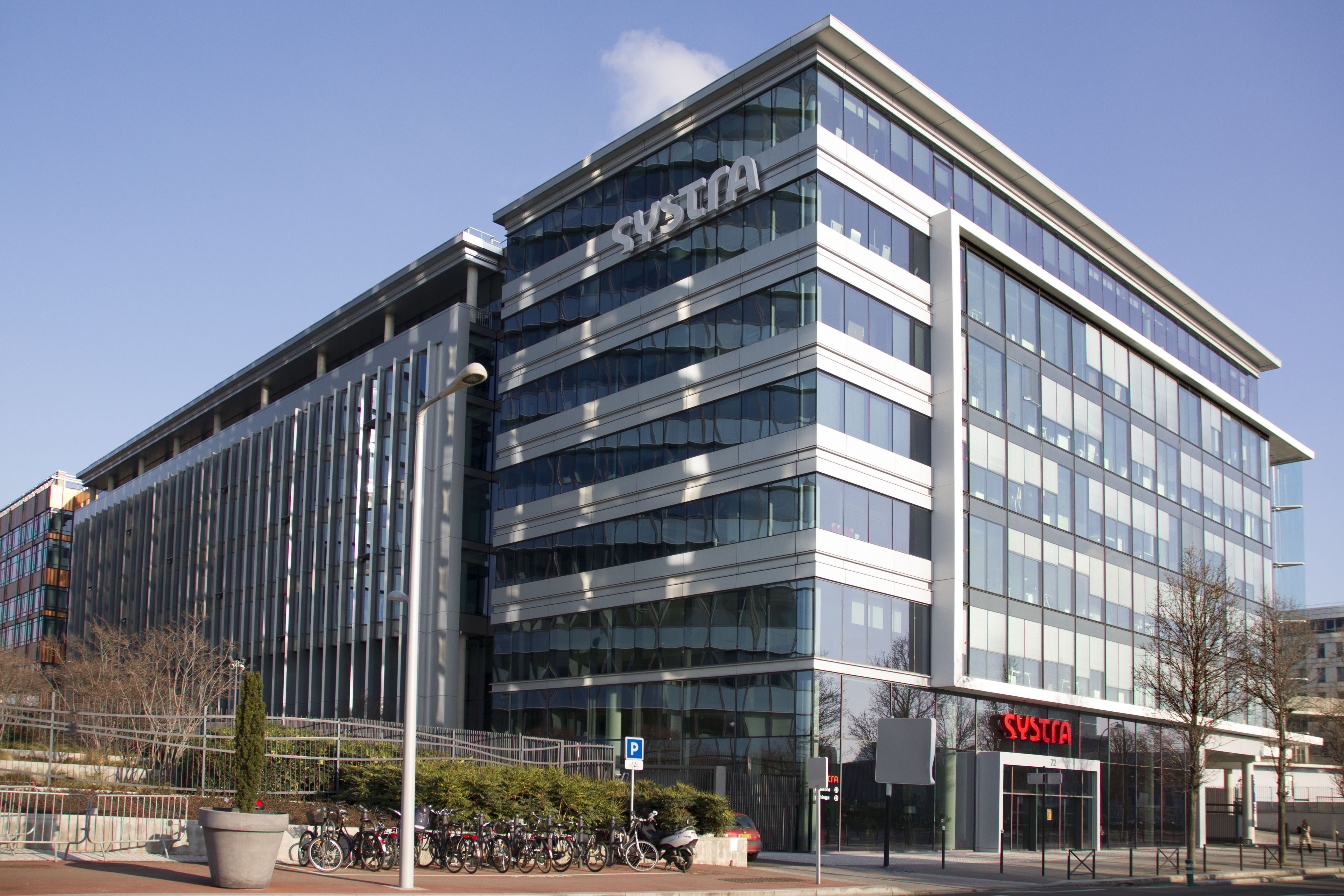
Siège de SYSTRA à Paris 15e